# 石塚運昇
石塚 運昇（いしづか うんしょう、1951年5月16日 - 2018年8月13日）は、日本の声優、俳優、ナレーター、演出家。青二プロダクション最終所属。福井県勝山市出身。既婚者。
主に朗読指導を行う「石塚運昇 リーディングカンパニー」主催。参加者によるリーディング劇も行っており、舞台俳優・声優の経験を基に演出、演技指導を手がけた。

## 生涯

### 生い立ち
福井県立勝山高等学校時代に山岳部で、インターハイに出場したことがある。高校2年生の頃、予餞会で初めて人前で芝居をしたのがきっかけとなり、役者としての情熱が沸き起こる。
高校卒業後上京し、アルバイトニュースで配達のアルバイトをしていたという。その会社のビル内にあった喫茶店のマスターと仲が良くなり、「なんか事業やろうよ」という話から「元手がかからずに儲かるのは屋台じゃないか」と、東京体育館の裏側通りに並んでいた屋台の中で一番繁盛していたラーメン屋に2人で飛び込み「屋台経営を教えてほしい」と頼んだという。店主から荷台の付いているスバル・サンバーを30万円で譲ってやると言われて買い、夕方6時から夜中の2時3時まで屋台でかけうどんやそばを売るという生活を1年ほどしていたが、屋台の場所が偶然、劇団四季と劇団青年座の中間にあり、夜中に「妙な連中がたくさん来るな」と思い、ある日、客として来ていた人に「毎晩何をやっているんですか」と聞くと「芝居をやっている」と返答され、そこで初めて役者という人種を見て、自身の高校時代の芝居経験を思い出したという。その屋台には劇団四季の代表だった浅利慶太も食べに来ていたが、当時は紹介されても「へぇ〜」という感じで、どういう人物か全く知らなかったという。

### キャリア
戸田恵子が在籍する以前の劇団薔薇座に所属していた。当時、屋台をしながらラジオを聴いていたところ、TBSラジオ番組『ナッチャコパック』内で「薔薇座では劇団員を募集しています」と耳にし、稽古場が住んでいたところから近いこともあり、「まあ、やれるわけない」と思っていたが「取りあえず冷やかしで行ってみよう」と試験を受けたところ「おいで」と言われたという。このことは、自分の屋台に役者が客として多く来ていたのが大きなきっかけかもしれないという。屋台は自身が食べるために続けていたが、薔薇座は朝10時から夕方の6時まで稽古をしており、屋台の営業開始が6時だったことから仕込みの時間が全然なく、夜中の2時3時まで商売して3時間ぐらい寝て、朝、多少の仕込みをして稽古に行っていたが、半年ぐらいして過労から血尿が出るようになってしまい、薔薇座は1年少しで退団した。
薔薇座に在籍していた頃週に1回、シェイクスピアの講義をしており、当時、劇団四季の研究所の所長に、「シェイクスピアでものすごいおもしろい翻訳をする人がいる」と小田島雄志を紹介され、渋谷ジァン・ジァンでシェイクスピア・シアターが舞台を演っていると勧められ観に行ってみたところ、凄く面白く、間の取り方、客に対する反応といい、石塚自身が思っていた芝居観と似ていたという。
薔薇座退団後、シェイクスピア・シアターの研究生を経て、劇団員となったが、1年2年経っても役がつかず「やめるやめない」という話になったという。そうこうしていくうちに先輩の1人がやめることになり、抜擢されて初めてカタカナの役をもらったという。
当時は今まで兵隊、召使、使者などの役しか演じたことがなかったことから、嬉しかったという。『恋の骨折り損』のラテン語の先生役で台本にもラテン語が書かれていたが、「好きにやっていい」ということから、その頃タモリがTV番組でよくやっていたタモリ語を真似して「では行きましょう」というただ一言をラテン語っぽく1分間ぐらい繰り返し言って、客が「へぇ〜っ」となった頃「すなわち、では行きましょう」と演じてみたところ、大いにウケたという。総じて10分ぐらいしか出演していないが、ギャグをした時に観客が笑いながら波のようにうねったのを見て「客ってこうやって動くのか」と思ったという。
それに対抗していたのが創立メンバーの佐野史郎で、当時の佐野はコメディぽい役を演じていたが、今イチうけず、当時の石塚の初日の時はこわかったことから全然うけなかった。その時は「俺がやったって笑うわけないだろうな、客は俺のこと知らないんだし」とあまりにも自信がなかったという。この時、「喜劇って人をのんでかかるところがないとダメだ」と凄く勉強させてもらったという。「これぐらいでいいですか」と芝居したって絶対に客は笑わず、「おー、おめぇよく来たな。今日は笑わしてやるからな」という強いものをもたなくてはならなかったという。初日の時、「こわくてこわくて、ちゃんとしゃべれるかな、最後までやれるかな」というそれだけしかなく、舞台に出演してもこわごわしていたことから客も心配そうに「誰だろう、あれ」となり、終わってから相手方の先輩に「どうせ客はおまえのことを知らないし、笑ってくれないんだから聞き直ってやれ」と、「がぁっ」と言われ、「もう、い〜か〜、なるようになれ」と思ってしていたという。その時、ものすごい笑いがあり、ますます楽になって「もっとやってやるか〜」と気になって相乗効果であり、3日目からは「俺が出れば絶対笑いがとれる」と自信が持てるようになり、次の年からちゃんと役をもらったという。
シェイクスピアは37本中、喜劇が7本ぐらいであとは歴史劇、悲劇で佐野とは「悲劇になるとぜんぜん役つかんな、俺たち」とよく言っていたという。当時は悲劇になるとカスのような役で新潟公演の時、佐野も石塚も風役で、台本になかったが、リア王が狂うところで嵐になり、石塚ら召使の人間が回りはじめたところ、「ふう〜う〜」と嵐のイメージになっていたという。当初4人が固まって「ふう〜う〜、う〜」と言っていたが、夜中に東京を出て新潟県に行っていたため、「疲れたね。つらいね〜、旅はね〜」と佐野としゃべりながら風の音出していたところ、あまりつらくて寝てしまってそのあとほかの人間が来て風になっていたが、残って、佐野に「起きろ、起きろ」と言われたという。シェイクスピア・シアターでは年間100から120ステージぐらいでき、年がら年中芝居しており、ジァン・ジァンで毎月して、ほかに旅公演もあり、1日で稽古5本したこともあったという。
当時、生活は屋台していると死んでしまい、夜、キャバレーで皿洗いのアルバイトをしていたという。その店のショータイムでネズミ6匹並ばして競チューのようなのをしていたが、その司会をしており、プロダクションから来ていた司会者があまりにもヘタで、「支配人に俺にやらせてくれ」とギャラを聞くと「3万ぐらい出している」ということから、「俺5000円でいいからやります」と言っていたという。しかし、「でもプロダクション経由だし、おまえは芝居やっているから来たり来なかったりするから」とできず、そういうのが好きで、北野武ではないが、ストリップ劇場の前ふりの司会、コントといった「そういう世界に行けばよかったな」と1999年時点では後悔していたという。
劇団を退団後、「何やろうか」とストリップ劇場のある東京都台東区浅草をウロウロしており、劇団が10年目で分裂して、「僕はやめる」と言っていたが、「いてくれ」と頼まれて、マスコミの仕事はダメというところだったが、「人がいないからそれでもいい」ということになったという。30歳を過ぎてもバイトをしており、将来に不安を感じていたが、劇団在籍していた頃東京都港区赤坂の飲み屋のバイトでその店に来ていた東北新社の人物が来ていたという。一緒に働いていた劇団の後輩が東北新社に大学の同期がおり、東北新社の人物がよく来ていたという。ある時、「声の仕事やってみない?あんたいい声しているから」とスカウトされたという。当時はCMの世界のこと無知だったことから、「何ですか、それ」と言ったところ「CMなんかでナレーションとかよくやっているよね」と言われてもピンとこなず、「俺もメシが食いたいし、バイトばかりやっていてもなんだし、一回やらせてくださいよ」としてもらったという。スタジオに行って原稿渡され、読んでおり、それを音サンプルにしたかったようで、そんなことも無知だったことから、「ぱ〜っ」と読んで「はい、どうも」とそのあとスキーのCMをすることになったという。
テープ作りはその前にもしており、そのバイト先の飲み屋に東北新社のCM監督が来ていたが、その人物にも石塚は当時32、33歳だったことから「いつまでもバイトしているのしんどいから、マスコミの仕事なんかでメシ食えるようなものあったら紹介してくださいよ」と言われ、「声やるんだったら、どこでやりたいんだ」と言うことから「あまり知らないけど青二って聞いたことはあるけど」と言っていたところ、青二プロダクションのCM担当を紹介されたという。そのCM担当に「こういう世界があるから、デモテープ作って持ってきたら」と言われたが、デモテープそのもの何だか分からず、「何でもいい」ということからリア王のセリフを吹き込んでいったと語る。
当初から青二プロダクションに所属するはずだったが、劇団の人物がたくさん所属してきたことから、「今入るのは無理」のようなこと言われたが、その時、東北新社のCM監督の人物が、「同人舎がおまえみたいなのをほしがっているから」と同人舎プロダクションを紹介してくれて所属した。マツダのマツダ・ルーチェのCMナレーションで声優としての活動を始める。アニメでのデビューは『巨神ゴーグ』。
CMナレーションの依頼が来ていたのがきっかけであり、マネージャーに「舞台をやっていたわけだし吹替もやってみては？」と言われて、「それなら一度やってみようか」となって、アフレコを始める。初めての吹き替えの収録では役に立たず、声を合わせるのが精一杯であり、芝居をするどころではなかったという。声を合わせられるようになってからは、舞台と同じく役を演じていたことを意識するようになったという。
その後、CMを主にしていたことからアクセントに移籍。その頃すごくCMが好きで「お金がいい」とそういう意識は全然なく、その15秒という凝縮された世界が好きであったという。

### 晩年・死去
2010年1月1日より、長年所属していたアクセントを退所し、青二プロダクションに亡くなるまで在籍していた。
2018年8月13日、食道癌により死去。67歳没。同年10月2日には青山葬儀所でお別れの会が行われ、山寺宏一らが参列した。なお、山寺は2017年時点で石塚の病状を知っていたことを、後に明かしている。また、山寺と同じく『宇宙戦艦ヤマト2202 愛の戦士たち』で共演していた神谷浩史は、石塚の最後の収録当時（2018年2月）も彼が直前までロビーで大塚芳忠と談笑していたため、まさか健康を損ねているとはまったく思えなかったことを、同作の第七章劇場公開時に明かしている。

## 人物・エピソード
重々しい声が魅力的。声優としては、低く渋い声が特徴的であり、冷静沈着で頼りになる大人の男性役を演じることが多かった。吹き替えでは海外ドラマ『CSI:マイアミ』のホレイショ・ケイン役で知られており、俳優ではリーアム・ニーソンやケヴィン・スペイシー、ローレンス・フィッシュバーンを担当。特にリーアム・ニーソンは津嘉山正種と並んで多く吹き替えた持ち役であり、初担当となった『96時間』以降、2017年まで声の出演も含めた大半の作品で担当し、専属に近い形となっていた。石塚とニーソンはほぼ同い歳であったことから「生理的にも合っていたのではないか」と分析する声もあったように、『96時間』シリーズで競演した深見梨加をはじめとした同業者間での評価や人気も特に高い配役となっていた。なお、過去に『バットマン ビギンズ』（フジテレビ版）でニーソンを吹き替えた経験があり、同俳優のファンを公言している若本規夫は『96時間』シリーズを吹き替えたいと関係者に直談判するも「これはずっと石塚さんがやって定着しているので⋯」と断られたエピソードがあることを明かしている。これらの他に、映画の予告編やCMのナレーションも多く担当していた。
石塚は声優デビューしてしばらくは洋画の吹き替えやナレーションがメインで、アニメの仕事に対して本気でなかったが、OVA『マクロスプラス』に出演して「アニメも面白いな」と思うようになったという。『マクロスプラス』では大人向けのストーリーや、「アニメっぽくない芝居」を要求され、斬新だったという。劇場版『マクロスプラス』が完成した際には消えてしまったと思っていた日本映画の才能がアニメの現場に受け継がれていると感じたと語っており、印象的だったとしている。今まで「職業は?」と聞かれた時、「役者、俳優です」と答えていたが、1999年時点では「ええ、声優です」と言えるようになったという。
声を務める『ポケットモンスター』のオーキド博士に自身が扮した姿で、たびたびテレビ番組やイベントなどに顔出し出演していた。オーキド博士役は、オーディションも何もなしに、いきなりキャラクターも何も分からないでテストされたことから「なんでこの野郎、俺をつけたんだろう」と怒ったぐらい困っていた。また、録音前に「エンディングの歌を歌ってくれ」と言われ、エンディングテーマだった『ひゃくごじゅういち』を担当することになったという。オンエア1カ月半ぐらい経ち幕張メッセでCD先行発売のショーで、初めて人前で歌い、その時の子供たちの目がキラキラしており、一緒になり歌ってくれた時は嬉しかった。叫ぶような「ハカセ〜」と声援を受け踊りまでしていた。イベントに参加して「ブラウン管の向こうに子供たちがいる」というのが分かるようになり、それ以外の仕事でも「ブラウン管越しにこういう人たちが見ているんだ」と意識するようになった。具体的にテレビの前で見ている人物たちを想定して喋ることができるようになったのが、『ポケモン』に出演してからの大きな収穫だといい、声の表現が「ようやく入り口に達してきたかな」と感じていた。死去後に持ち役はそれぞれ後任が担当したが、『ポケットモンスター サン&ムーン』におけるポケモンの鳴き声の一部（マーマネのデンヂムシなど）は生前に収録した音声を流用しており（ライブラリ出演）、キャストにもクレジット掲載されている。『サン&ムーン』の次作である『ポケットモンスター(第7シリーズ)』でも生前に収録したポケモン（サトシのオオスバメ等）の音声はそのまま使用されており、テレビシリーズ最終話（『ポケットモンスター めざせポケモンマスター』第11話）にもライブラリ出演している。ナレーションもオーキド役を引き継いだ堀内賢雄が後任を務めているが、2022年12月23日に放送された特別編『ポケットモンスター 遥かなる青い空』では、生前の収録音声を編集する形で約3年ぶりに石塚のナレーションが流れた。
また、2019年7月12日に公開された『ミュウツーの逆襲 EVOLUTION』では、2018年の3月頃にプレスコによる事前収録を行っており、事実上の遺作となった。
実家がバイクショップを経営していたため、自身も若い頃からバイクに乗り始め、30歳過ぎまで熱中していた。また、ゴルフも趣味。実家には手掴みで捕ったというイワナの魚拓がある。

## 後任
石塚の死後、持ち役を引き継いだ人物は以下の通り。
| 後任       | 役名                                       | 作品                                  | 後任の初担当作品                                                     |
| ---------- | ------------------------------------------ | ------------------------------------- | -------------------------------------------------------------------- |
| 玄田哲章   | ケイン・イブラヒーム・ハサン               | 『重神機パンドーラ』                  | 第26話                                                               |
| 江原正士   | 北条氏康                                   | 「戦国無双シリーズ」                  | 『無双OROCHI3』                                                      |
| 江原正士   | ミスター・サタン                           | 『ドラゴンボールZ』                   | 『ドラゴンボールZ カカロット』                                       |
| 江原正士   | モーム・グラース                           | 『ブレイドエクスロード』              | ストーリー内追加ボイス                                               |
| 銀河万丈   | 花村少佐                                   | 『劇場版 はいからさんが通る』         | 『劇場版 はいからさんが通る 後編 〜花の東京大ロマン〜』              |
| 堀内賢雄   | ナリヤ・オーキド                           | 「ポケットモンスターシリーズ」        | 『ポケットモンスター サン&ムーン』第93話                             |
| 堀内賢雄   | ナレーション                               | 「ポケットモンスターシリーズ」        | 『ポケットモンスター サン&ムーン』第95話                             |
| 堀内賢雄   | オーキド博士                               | 「ポケットモンスターシリーズ」        | 『ポケットモンスター サン&ムーン』第111話                            |
| 堀内賢雄   | ヴァン・ホーエンハイム                     | 『鋼の錬金術師 FULLMETAL ALCHEMIST』  | 『鋼の錬金術師 MOBILE』                                              |
| 楠見尚己   | 土方竜                                     | 『宇宙戦艦ヤマト2202 愛の戦士たち』   | 第21話                                                               |
| 土師孝也   | 白竜                                       | 『ドラゴンズドグマ オンライン』       | シーズン3.4                                                          |
| 土師孝也   | グスタフ                                   | 『金色のガッシュベル!!』              | 『金色のガッシュベル!! 永遠と絆の仲間たち』                          |
| 櫻井トオル | カキのリザードン                           | 『ポケットモンスター サン&ムーン』    | 第106話                                                              |
| 櫻井トオル | カキの祖父                                 | 『ポケットモンスター サン&ムーン』    | 第107話                                                              |
| 大塚明夫   | ガルド・ゴア・ボーマン                     | 『マクロスプラス』                    | 『歌マクロス スマホDeカルチャー』                                    |
| 大塚明夫   | 不動GEN                                    | 『創聖のアクエリオン』                | 『Pフィーバーアクエリオン ALL STARS』                                |
| 大塚明夫   | ナレーション                               | 『99.9-刑事専門弁護士-』              | 『99.9-刑事専門弁護士-THE MOVIE』予告編                              |
| 大塚明夫   | アーネスト・ジョンソン                     | 『マクロスΔ』                         | 『スーパーロボット大戦Y』                                            |
| 谷昌樹     | Dr.ヘル                                    | 『劇場版 マジンガーZ/INFINITY』       | 『スーパーロボット大戦T』                                            |
| 谷昌樹     | カイム                                     | 『デビルマン 妖鳥死麗濡編』           | 『スーパーロボット大戦DD』                                           |
| 谷昌樹     | ゲオルグ                                   | 『オルタンシア・サーガ -蒼の騎士団-』 | テレビアニメ『オルタンシア・サーガ』                                 |
| 落合弘治   | カソヴィッツ判事                           | 『グッド・ファイト』                  | シーズン3第3話                                                       |
| 石井康嗣   | 中森銀三                                   | 『名探偵コナン』                      | 『名探偵コナン 紺青の拳』                                            |
| 石井康嗣   | アギエルバ                                 | 『グランブルーファンタジー』          | 2020年3月27日更新以降                                                |
| 石井康嗣   | アニの父                                   | 『進撃の巨人』                        | 第64話                                                               |
| 置鮎龍太郎 | 黄猿 / ボルサリーノ                        | 『ONE PIECE』                         | 第881話                                                              |
| 山路和弘   | ウィリバルト・ヨアヒム・フォン・メルカッツ | 『銀河英雄伝説 Die Neue These』       | 『銀河英雄伝説 Die Neue These 星乱』                                 |
| 三宅健太   | 原田先生                                   | 『ちはやふる』                        | 『ちはやふる3』                                                      |
| 三宅健太   | ビッグ・ダディ                             | 『SING/シング』                       | 『SING/シング: ネクストステージ』                                    |
| 三宅健太   | シゲルのエレキブル                         | 「ポケットモンスターシリーズ」        | 『ポケットモンスター（2019年版）』                                   |
| 稲田徹     | 阿修羅カブト                               | 『ワンパンマン』                      | 『ONE PUNCH MAN A HERO NOBODY KNOWS』                                |
| 楠大典     | フッド                                     | 『サンダーバード ARE GO』             | シーズン3                                                            |
| 楠大典     | ジェット・ブラック                         | 『カウボーイビバップ』                | 『カウボーイビバップ (テレビドラマ)』                                |
| 楠大典     | 三島平八                                   | 「鉄拳シリーズ」                      | 『Tekken: Bloodline』                                                |
| 小山力也   | セルゲイ・ロウ                             | 「英雄伝説 軌跡シリーズ」             | 『英雄伝説 創の軌跡』                                                |
| 玉木雅士   | ドミニク・アッバンダンド                   | 『ゴッドファーザー PART III』         | 『ゴッドファーザー〈最終章〉：マイケル・コルレオーネの最期』追加収録 |
| 髙階俊嗣   | メガシンカおやじ（コンコンブル）           | 『ポケットモンスター XY』             | 『ポケットモンスター（2019年版）』                                   |
| 中村悠一   | ヒカリのマンムー                           | 「ポケットモンスターシリーズ」        | 『ポケットモンスター（2019年版）』                                   |
| 白熊寛嗣   | ディエゴ                                   | 「アイス・エイジシリーズ」            | 『アイス・エイジ バックの大冒険』                                    |
| 最上嗣生   | シゲルのカメックス                         | 「ポケットモンスターシリーズ」        | 『ポケットモンスター（2019年版）』                                   |
| 乃村健次   | コウシロウ                                 | 『ONE PIECE』                         | 第1030話                                                             |
| 松山鷹志   | カーセラル                                 | 『ドラゴンボール超』                  | 『ドラゴンボール レジェンズ』                                        |
| 山口太郎   | コング                                     | 『ONE PIECE』                         | 第1130話                                                             |

## 出演
太字はメインキャラクター。2019年以降の一部の出演作品については、生前の収録音声を使用したライブラリ出演。

### テレビアニメ
1984年
- OKAWARI-BOY スターザンS（悪者3）
- 巨神ゴーグ（ナレーター）
- 特装機兵ドルバック（アカラ）
- よろしくメカドック（渡辺俊光）

1985年
- ダーティペア（男、管制主任）
- 炎のアルペンローゼ（ミュラー）
- ルパン三世 PARTIII

1986年
- 宇宙船サジタリウス（村人）
- 青春アニメ全集（インド兵）
- ロボタン

1987年
- 機甲戦記ドラグナー（1987年 - 1988年、ナレーター）
- Bugってハニー
- ハイスクール!奇面組（保咲奈十四郎）
- 北斗の拳2（賞金稼ぎB）

1988年
- 新グリム名作劇場（王様）
- 鉄拳チンミ（頭岩・弟、タイソン）
- 魔神英雄伝ワタル（ドン・ギララ、ドン・キホッテ、ムコ・ハーン）

1989年
- 獣神ライガー（部長）
- 魔動王グランゾート（キャプテン・グッド）
- ルパン三世 バイバイ・リバティー・危機一発!（ジョーンズ）

1990年
- からくり剣豪伝ムサシロード（六道魔王 / ノブナガ）
- 三つ目がとおる（雲名警部）

1991年
- ハイスクールミステリー学園七不思議（旅館の主人）

1992年
- ドラゴンクエスト ダイの大冒険（第1作）（バラン）
- バトルファイターズ 餓狼伝説（ジェフ・ボガード）
- 横山光輝 三国志（周瑜）
- ルパン三世 ロシアより愛をこめて（ラッキー）

1993年
- 剣勇伝説YAIBA（雷蔵）
- ツヨシしっかりしなさい（1993年 - 1994年、長島田、木島）
- 勇者特急マイトガイン（ミスタークロオピ）
- ルパン三世 ルパン暗殺指令（キース）

1994年
- キャプテン翼J（見上辰夫、岬の父 他）
- SLAM DUNK（田岡茂一）
- 七つの海のティコ（ジョージ・タフト）
- BLUE SEED（1994年 - 1995年、官房長官）

1995年
- 鬼神童子ZENKI（藤原）
- バーチャファイター（1995年 - 1996年、ウルフ・ホークフィールド）
- 魔法陣グルグル（ゴージャ）
- ロミオの青い空（エツィオ）

1996年
- 快傑ゾロ（死神）
- 怪盗セイント・テール（相馬）
- 機動新世紀ガンダムX（アイムザット・カートラル）
- ハーメルンのバイオリン弾き（ベース）
- 美少女戦士セーラームーンセーラースターズ（吉野川）
- 名探偵コナン（1996年 - 2018年、巽壮平、中森銀三〈初代〉）

1997年
- VIRUS -VIRUS BUSTER SERGE-（ディクソン）
- 手塚治虫の旧約聖書物語（ダビデ、キュロス王）
- 剣風伝奇ベルセルク（1997年 - 1998年、ナレーション、ボイド）
- バトルアスリーテス大運動会（ミスターミラクル / 神崎大左ヱ門）
- HARELUYA II BØY（豪田）
- ポケットモンスター（1997年 - 2002年、オーキド博士、ナレーション、オニスズメ→オニドリル、ドガース→マタドガス、イワーク、ベトベトン〈初代〉、クヌギダマ）
- MAZE☆爆熱時空（アスタロート・レゲェ）
- るろうに剣心 -明治剣客浪漫譚-（不二）
- 烈火の炎（空海）

1998年
- 頭文字D（1998年 - 2014年、藤原文太） - 5シリーズ
- カウボーイビバップ（ジェット・ブラック）
- ガサラキ（首相）
- サイレントメビウス（ブライトン）
- デビルマンレディー（瀬田克美）
- トライガン（B.D.ネオン）
- 遊☆戯☆王（海馬剛三郎）

1999年
- THE ビッグオー（1999年 - 2003年、アレックス・ローズウォーター） - 2シリーズ
- GTO（木崎オーナー）
- 週刊ストーリーランド（1999年 - 2001年、大仏、機長、山川、稲葉太吉、ナレーション）
- ドラえもん（テレビ朝日版第1期）（皇帝）
- 星界の紋章（エントリュア警部）
- 天使になるもんっ!（ウッくん）

2000年
- ヴァンドレッド（2000年 - 2001年、ラバット） - 2シリーズ
- はじめの一歩（2000年 - 2014年、宮田の父） - 3シリーズ
- ポケットモンスター ミュウツー! 我ハココニ在リ（ナレーション）
- ONE PIECE（2000年 - 2017年、コウシロウ〈初代〉、黄猿 / ボルサリーノ〈初代〉、コング） - 1シリーズ + 2作品

2001年
- カスミン（マスター）
- 旋風の用心棒（金原朋行）
- 鋼鉄天使くるみ2式（皇天海）
- SAMURAI GIRL リアルバウトハイスクール（藤堂鷹王）
- デジモンテイマーズ（ヴァジラモン）
- ナジカ電撃作戦（玖洛玄人）
- HELLSING（ピーター・ファーガスン）
- まほろまてぃっく（2001年 - 2002年、大門隼人、ナレーション） - 2シリーズ

2002年
- 藍より青し（繭の父）
- ギャラクシーエンジェルZ（ケイン）
- サイボーグ009 THE CYBORG SOLDIER（バン・ボグート）
- NARUTO -ナルト-（桃地再不斬）
- フィギュア17 つばさ&ヒカル（デスク）
- ポケットモンスター アドバンスジェネレーション（2002年 - 2006年、オーキド博士、ナレーション、フォレトス、ギャラドス）

2003年
- アストロボーイ・鉄腕アトム（ブーン）
- WOLF'S RAIN（クエント・ヤイデン）
- エアマスター（ルチャマスター）
- おもいっきり科学アドベンチャー そーなんだ!（ユリーカ・タワー）
- GAD GUARD（蜂須賀小五郎）
- カレイドスター（ポリス）
- コロッケ!（スパム）
- 魁!!クロマティ高校（ナレーション）
- FIRESTORM（ペトロス・サロ）
- プラネテス（ウェルナー・ロックスミス）
- ポケットモンスター サイドストーリー（2002年 - 2004年、ナレーション、オーキド博士）
- 無限戦記ポトリス（ファイルホーク）
- LAST EXILE（ゴドウィン）

2004年
- アガサ・クリスティーの名探偵ポワロとマープル（ケネディ）
- 北へ。〜Diamond Dust Drops〜（原田貴一）
- 今日からマ王!（2004年 - 2008年、シュトッフェル） - 3シリーズ
- 金色のガッシュベル!!（グスタフ）
- 最遊記RELOAD GUNLOCK（耶雲）
- サムライチャンプルー（のこぎり万蔵）
- ジパング（滝栄一郎）
- 冒険王ビィト（2004年 - 2006年、ベルトーゼ） - 2シリーズ
- MONSTER（ナレーション）

2005年
- 格闘美神 武龍（曹徳興） - 2シリーズ
- ギャラリーフェイク（千手の父）
- 強殖装甲ガイバー（オズワルド・A・リスカー）
- 交響詩篇エウレカセブン（ブリタニ）
- 創聖のアクエリオン（不動GEN）
- ブラック・ジャック（テンマ）
- 南の島の小さな飛行機 バーディー（ビッグパパ）

2006年
- ARIA The NATURAL（カフェの店長）
- オーバン・スターレーサーズ（ドン・ウェイ）
- ザ・サード 〜蒼い瞳の少女〜（ボギー）
- 史上最強の弟子ケンイチ（逆鬼至緒）
- 太陽の黙示録（高梨）
- NANA（ハチの父）
- 祝!(ハピ☆ラキ)ビックリマン（2006年 - 2007年、超聖神クロノズー、魔導ヘルリスト）
- ポケットモンスター ダイヤモンド&パール（2006年 - 2011年、オーキド博士、ナレーション、シンジのリングマ、シンジのドダイトス、シゲルのカメックス、シゲルのエレキブル、ヒカリのマンムー、シンジのドラピオン、サトシのオオスバメ 他） - 1シリーズ+特別編
- まじめにふまじめ かいけつゾロリ（ゴリゴ14）
- よみがえる空 -RESCUE WINGS-（本郷修二郎）

2007年
- 機動戦士ガンダム00（2007年 - 2008年、セルゲイ・スミルノフ、監視者） - 2シリーズ
- 銀魂（2007年 - 2018年、小銭形平次） - 4シリーズ
- ゲゲゲの鬼太郎（第5作）（2007年 - 2008年、枕返し、手の目）
- GR-GIANT ROBO-（ゲイリー・H・オオツ）
- スカルマン（ヴォグート）
- ドラえもん（テレビ朝日版第2期）（2007年 - 2016年、バルト国王、ジェスター）
- 魔人探偵脳噛ネウロ（杉田優介）
- MOONLIGHT MILE（クリス・ジェファーソン）

2008年
- ARIA The ORIGINATION（店長）
- カイバ（赤ん坊）
- ゴルゴ13（サム・シャイアン）
- スティッチ!（2008年 - 2015年、ガントゥ） - 5シリーズ
- 鉄腕バーディー DECODE（2008年 - 2009年、ゲオルグ・ゴメス） - 2シリーズ
- 図書館戦争（彦江光正）
- のらみみ2（紳士）
- BLASSREITER（ゲルト・フレンツェン、シドウ）
- メジャー 第4シリーズ（トム）

2009年
- グイン・サーガ（マルス）
- NARUTO -ナルト- 疾風伝（桃地再不斬）
- ねぎぼうずのあさたろう（平蔵）
- 鋼の錬金術師 FULLMETAL ALCHEMIST（2009年 - 2010年、ヴァン・ホーエンハイム）

2010年
- アイアンマン（黒田防衛大臣）
- さらい屋 五葉（弁蔵）
- ストライクウィッチーズ2（将軍A）
- ソ・ラ・ノ・ヲ・ト（クラウス）
- ドラゴンボール改（2010年 - 2015年、ミスター・サタン） - 2シリーズ
- HEROMAN（ゴゴール）
- ポケットモンスター ベストウイッシュ（2010年 - 2013年、オーキド博士、ナレーション、ポケモン図鑑、デントのマッギョ、アデク、サトシのガントル、ヒカリのマンムー、サトシのベトベトン、コジロウのモロバレル 他） - 2シリーズ
- まじっく快斗（2010年 - 2015年、中森銀三） - 2シリーズ
- RAINBOW-二舎六房の七人-（東田）

2011年
- GOSICK -ゴシック-（ジュピター・ロジェ）
- ダンタリアンの書架（ケンドリック）
- ちはやふる（2011年 - 2013年、原田先生〈初代〉） - 2シリーズ
- Persona4 the ANIMATION（2011年 - 2014年、堂島遼太郎） - 2シリーズ
- 47都道府犬（福井犬）

2012年
- アクエリオンEVOL（不動GEN）
- カンピオーネ! 〜まつろわぬ神々と神殺しの魔王〜（サーシャ・デヤンスタール・ヴォバン）
- さんかれあ（散華団一郎）
- 人類は衰退しました（祖父）
- 氷菓（花井）
- BRAVE10（徳川家康）
- ヨルムンガンド（レーム） - 2シリーズ

2013年
- 犬とハサミは使いよう（大澤悠山）
- 宇宙戦艦ヤマト2199（土方竜） - 2012年劇場先行公開
- ガイストクラッシャー（Ω〈オメガ〉）
- 進撃の巨人（アニの父〈初代〉）
- THE UNLIMITED 兵部京介（ドガ）
- 翠星のガルガンティア（アジテーター）
- 団地ともお（本田の恩師）
- 東京レイヴンズ（宮地磐夫）
- トリコ（ダーニル・カーン）
- トリコ×ONE PIECE×ドラゴンボールZ 超コラボスペシャル!!（ミスター・サタン）
- 熱風海陸ブシロード（サンダ）
- ポケットモンスター XY（2013年 - 2016年、オーキド博士、ナレーション、コンコンブル、ティエルノのカメックス、ポケモン図鑑、アランのメタング→メタグロス、デントのマッギョ 他） - 2シリーズ
- ポケットモンスター ミュウツー 〜覚醒への序章〜（オーキド博士）

2014年
- ガールフレンド（仮）（宇宙人、熊本城、柴犬、シーモンキー）
- 鉱国のプリンセス ディアンシー（ナレーション）
- ジョジョの奇妙な冒険 スターダストクルセイダース / ダイヤモンドは砕けない（2014年 - 2016年、ジョセフ・ジョースター） - 3シリーズ
- スペース☆ダンディ（ゲル博士、ゴリラ星人ケル）
- 戦国無双SP 真田の章（ナレーション）
- テラフォーマーズ「アネックス1号編」（2014年 - 2016年、シルヴェスター・アシモフ） - 2シリーズ
- ブラック・ブレット（斉武宗玄）
- マケン姫っ!通（ルドル）

2015年
- うしおととら（鷹取武衛）
- 学戦都市アスタリスク（刀藤鋼一郎）
- 機動戦士ガンダム 鉄血のオルフェンズ（2015年 - 2017年、マクマード・バリストン） - 2シリーズ
- ケイオスドラゴン 赤竜戦役（禍グラバ）
- 血界戦線（2015年 - 2017年、パトリック） - 2シリーズ
- 戦国無双（北条氏康、ナレーション）
- ドラゴンボール超（2015年 - 2017年、ミスター・サタン、カーセラル）
- ワンパンマン（阿修羅カブト）

2016年
- Occultic;Nine -オカルティック・ナイン-（徳生）
- 機動戦士ガンダムUC RE:0096（ヨンム・カークス、メラン）
- 少女たちは荒野を目指す（音響監督）
- Dimension W（ナレーション）
- ねじ巻き精霊戦記 天鏡のアルデラミン（アクガルパ・サ・ドメイシャ）
- ばくおん!!（早川）
- 美男高校地球防衛部LOVE!LOVE!（別府 父）
- ベルセルク（ナレーション）
- ポケットモンスター サン&ムーン（2016年 - 2019年、オーキド博士〈初代〉、ナリヤ・オーキド〈初代〉、ナレーション〈初代〉、カキのリザードン〈初代〉、カキの祖父〈初代〉、マーマネのデンヂムシ、サトシのベトベトン〈初代〉、タケシのハガネール、カスミのギャラドス、カプ・ブルル 他）
- マクロスΔ（アーネスト・ジョンソン、ナレーション）
- ルパン三世 イタリアン・ゲーム（サロ）

2017年
- 鬼平（血頭の丹兵衛）
- ACCA13区監察課（クヴァルム）
- クロックワーク・プラネット（コンラッド）
- ゼロから始める魔法の書（ナレーション）
- ロクでなし魔術講師と禁忌教典（バークス＝ブラウモン）
- タイガーマスクW（ビッグタイガー・ザ・セカンド）
- カイトアンサ（貝柱遊斬）
- バチカン奇跡調査官（アザエル）
- お酒は夫婦になってから（課長）

2018年
- 銀河英雄伝説 Die Neue These 邂逅（ウィリバルト・ヨアヒム・フォン・メルカッツ）
- 重神機パンドーラ（ケイン・イブラヒーム・ハサン〈初代〉）
- ソードアート・オンライン オルタナティブ ガンゲイル・オンライン（ナレーション）
- BANANA FISH（ディノ・F・ゴルツィネ）
- 宇宙戦艦ヤマト2202 愛の戦士たち（土方竜〈初代〉） - 2017年劇場先行公開
- ユリシーズ ジャンヌ・ダルクと錬金の騎士（ナレーション）

2022年
- ポケットモンスター（2022年 - 2023年、オオスバメ、ナレーション、ハガネール、フォレトス、マタドガス、ベトベトン） - 2シリーズ + 特別編

### 劇場アニメ
1988年
- 機動戦士ガンダム 逆襲のシャア（メラン副艦長）
- 銀河英雄伝説（1988年 - 1993年、ヨブ・トリューニヒト） - 2作品

1994年
- ストリートファイターII MOVIE（ブランカ）

1995年
- マクロスプラス MOVIE EDITION（ガルド・ゴア・ボーマン）

1998年
- 劇場版ポケットモンスター シリーズ（1998年 - 2019年、ナレーション、オーキド博士 他） - 22作品 + 短編3作品

1999年
- 時空探偵ゲンシクン（ドリーモン）
- 名探偵コナン（1999年 - 2015年、中森銀三 / 中森警部） - 5作品
- MARCO 母をたずねて三千里（ロドリゲス）
- め組の大吾 火事場のバカヤロー（大野）

2001年
- Third Stage -INITIAL D THE MOVIE-（藤原文太）
- カウボーイビバップ 天国の扉（ジェット）
- バンパイアハンターD（神父）

2002年
- エクスドライバー Nina & Rei Danger Zone（宗方圭）
- パルムの樹（ガス）

2003年
- クレヨンしんちゃん 嵐を呼ぶ 栄光のヤキニクロード（ボス）

2004年
- 雲のむこう、約束の場所（岡部）

2005年
- 劇場版 鋼の錬金術師 シャンバラを征く者（ハスキソン）

2006年
- 新SOS大東京探検隊（ジョージ）
- 真救世主伝説 ラオウ伝 殉愛の章（ソウガ）

2007年
- ストレンヂア 無皇刃譚（領主、金亥）
- 劇場版アクエリオン ─壱発逆転篇─（不動GEN）

2008年
- 劇場版 ゲゲゲの鬼太郎 日本爆裂!!（鏡爺）
- 劇場版 NARUTO -ナルト- 疾風伝 絆（神農）
- HIGHLANDER ハイランダー 〜ディレクターズカット版〜（ドク）

2010年
- イヴの時間 劇場版（カトラン）
- REDLINE（ボルトン大佐）

2011年
- 鉄拳 ブラッド・ベンジェンス（三島平八）

2012年
- コードギアス 亡国のアキト 第1 - 3章（2012年 - 2015年、ジィーン・スマイラス） - 3作品
- ストライクウィッチーズ 劇場版（アルベルト・ケッセルリンク）
- 図書館戦争 革命のつばさ（彦江光正）
- ONE PIECE FILM Z（黄猿 / ボルサリーノ）

2013年
- ドラゴンボールZ 神と神（サタン）
- ルパン三世VS名探偵コナン THE MOVIE（中森警部）

2014年
- 宇宙戦艦ヤマト2199 星巡る方舟（土方竜）

2015年
- 劇場版 PSYCHO-PASS サイコパス（デスモンド・ルタガンダ）

2016年
- ポッピンQ（長老ラムタムラス）

2017年
- 宇宙戦艦ヤマト2202 愛の戦士たち（土方竜〈初代〉）
- 劇場版 はいからさんが通る 前編 〜紅緒、花の17歳〜（花村少佐）
- 映画 妖怪ウォッチ シャドウサイド 鬼王の復活（鬼王・羅仙）

2018年
- 劇場版 マジンガーZ / INFINITY（Dr.ヘル）
- 劇場版マクロスΔ 激情のワルキューレ（アーネスト・ジョンソン）

2021年
- さよなら、ティラノ（トリケラ村のケラおじいさん）

### OVA
1986年
- バイオレンスジャック ハーレムボンバー（ナレーター）

1988年
- 銀河英雄伝説（ヨブ・トリューニヒト）

1989年
- 極黒の翼バルキサス（荒くれA）
- 魔龍戦紀（千代妓敏朗）

1990年
- CBキャラ 永井豪ワールド（1990年 - 1991年、カイム、バイオレンスジャック）
- デビルマン 妖鳥死麗濡編（カイム）
- バイオレンスジャック ヘルスウィンド編（ジャック）

1991年
- ウィザードリィ（モーガン）
- 電脳都市OEDO808（西園寺修造）
- 忍者龍剣伝（ネッド）
- ロードス島戦記（聖騎士A）

1992年
- ダウンロード 南無阿弥陀仏は愛の詩（局長）

1994年
- GATCHAMAN（健の父〈レッド・インパルス〉）
- 真・孔雀王（ハウスホッファー）
- マクロスプラス（ガルド・ゴア・ボーマン）

1996年
- 機動戦士ガンダム 第08MS小隊 ラスト・リゾート（艦長）
- 超人学園ゴウカイザー（ウォン国連総長）

1997年
- ヴァンパイアハンター（ドノヴァン・バイン）

1998年
- 青の6号（シドラ・デッドソン）
- ポケットモンスター（1998年 - 2010年、イワーク、オオスバメ、フォレトス、マンムー 他） - 5作品

1999年
- Weiß kreuz（ニコル）
- サクラ大戦 轟華絢爛（バレンチーノフ）

2000年
- エクスドライバー（宗方圭）
- 名探偵コナン コナンvsキッドvsヤイバ 宝刀争奪大決戦!!（中森銀三）

2003年
- アーリーレインズ（スペンサー大佐）
- サブマリン707R（レッド）
- 新・北斗の拳（サンガ）
- はじめの一歩 間柴vs木村 死刑執行（宮田の父）
- 遙かなる時空の中で2-白き龍の神子-（白龍）

2004年
- 頭文字D to the Next Stage 〜プロジェクトDへ向けて〜（藤原文太）
- テイルズ オブ ファンタジア THE ANIMATION（モリスン、ナレーション）
- 名探偵コナン コナンとキッドとクリスタル・マザー（中森銀三）

2006年
- FREEDOM（ナレーション）
- 名探偵コナン 消えたダイヤを追え! コナン・平次vsキッド!（中森警部）

2007年
- 今日からマ王! R（シュトッフェル）
- 装甲騎兵ボトムズ ペールゼン・ファイルズ（フェドク・ウォッカム）
- 創星のアクエリオン（不動GEN）
- HELLSING（ハルコンネンの精）

2008年
- やなせたかしメルヘン劇場 クシャラひめ（王様）

2010年
- 機動戦士ガンダムUC（ヨンム・カークス、メラン副艦長）
- 名探偵コナン KID in TRAP ISLAND（中森銀三）
- ONE PIECE FILM STRONG WORLD EPISODE:0（コウシロウ、コング）

2011年
- デッドマン・ワンダーランド（土門）

2012年
- 史上最強の弟子ケンイチ（2012年 - 2014年、逆鬼至緒） - 単行本第46・49・53 - 56巻特装版付属DVD
- スパイペンギン（ビッグボス）
- るろうに剣心 -明治剣客浪漫譚- 新京都編（不二）

2015年
- 創勢のアクエリオンEVOL（不動GEN）

2016年
- バキ（ドリアン） - 「刃牙道」第14巻限定版
- ブラッククローバー（ナレーション）

2017年
- 進撃の巨人 Wall Sina,Goodbye　前編、後編（2017年、2018年、アニの父）※原作第24巻、25巻限定版

### Webアニメ
2006年
- 戦慄のミラージュポケモン（オーキド博士）
- FLAG（赤城圭一）

2008年
- イヴの時間（カトラン）
- 亡念のザムド（竹原リュウゾウ）

### ゲーム
1995年
- QUOVADIS（ロバート・フォレスティ、ナレーター）

1996年
- 時空探偵DD 幻のローレライ（リヒャルト・シュトラッサー）

1998年
- AZEL -パンツァードラグーン RPG-（アンユウ）
- カウボーイビバップ（ジェット・ブラック）
- テイルズ オブ ファンタジア（PS版）（エドワード・D・モリスン、トリニクス・D・モリスン、ナレーション）

1999年
- アランドラ2 魔進化の謎（ベルガー）
- 頭文字D（1999年 - 2009年、藤原文太） - 6作品
- スーパーロボット大戦コンプリートボックス
- 大乱闘スマッシュブラザーズシリーズ（1999年 - 2021年、ガオガエン、カメックス、イワーク、ドガース、マタドガス、メタグロス、フシギバナ〈SP〉、三島平八） - 6作品
- ポケモンスナップ（オーキド博士）
- マクロス VF-X2（ギリアム・アングレート）

2000年
- カプコン バーサス エス・エヌ・ケイ ミレニアムファイト 2000（ガイル）
- スーパーロボット大戦α / for DC（2000年 - 2001年、ガルド・ゴア・ボーマン） - 2作品
- ブレイドアーツ 〜黄昏の都ルルイエ〜（ウォルター＝ランダース）
- ブレス オブ ファイアIV うつろわざるもの（サイアス）
- ベアルファレス（ナレーション）
- UNiSON（グーノ）

2001年
- CAPCOM VS. SNK 2 MILLIONAIRE FIGHTING 2001（ガイル）
- ジオニックフロント 機動戦士ガンダム0079（ゲラート・シュマイザー）
- スーパーロボット大戦α外伝（ガルド・ゴア・ボーマン）
- レガイア デュエルサーガ（アイン）

2002年
- ギガンティック ドライブ（蓬莱博士）
- グランディア エクストリーム（ウルク）
- ストロングホールド（書記官）
- ゼノサーガ エピソードI［力への意志］（マシューズ）
- ブレス オブ ファイアV ドラゴンクォーター（デモネド、ヴェクサシオン、アジーン）
- RAVE 〜未完の秘石〜（ザバス）

2003年
- アークザラッド 精霊の黄昏（ダッカム）
- オペレーターズサイド（鷹山総理）
- SUNRISE WORLD WAR Fromサンライズ英雄譚（ジェット、アレックス、ガニア）
- NARUTO -ナルト- シリーズ（2003年 - 2005年、桃地再不斬） - 5作品

2004年
- エースコンバット5 ジ・アンサング・ウォー（ジャック・バートレット）
- CAPCOM FIGHTING Jam（ガイル）
- 金色のガッシュベル!!（2004年 - 2005年、グスタフ） - 6作品
- スターオーシャン Till the End of Time ディレクターズカット（アドレー・ラーズバード）
- ゼノサーガ エピソードII［善悪の彼岸］（マシューズ）
- ゼノサーガ フリークス（マシューズ）
- テイルズ オブ リバース（ユージーン・ガラルド）
- True Crime（ロッキー）
- ベルセルク 千年帝国の鷹篇 聖魔戦記の章（ボイド）

2005年
- カウボーイビバップ 追憶の夜曲（ジェット・ブラック）
- 第3次スーパーロボット大戦α 終焉の銀河へ（ガルド・ゴア・ボーマン）
- 鋼の錬金術師3 神を継ぐ少女（ヴィクトール）
- ラジアータ ストーリーズ（ジェラルド）
- ローグギャラクシー（ディーゴ・アージス）
- ロマンシング サガ -ミンストレルソング-（ホーク）

2006年
- GENJI -神威奏乱-（平知盛）
- サムライチャンプルー HIPHOPサムライアクション（のこぎり万蔵）
- サモンナイト4（レンドラー）
- ゼーガペイン NOT（ナフシャ）
- ゼノサーガI・II（マシューズ）
- ゼノサーガ エピソードIII［ツァラトゥストラはかく語りき］（マシューズ）
- テイルズ オブ ザ ワールド レディアント マイソロジー（ユージーン・ガラルド）
- テイルズ オブ ファンタジア -フルボイスエディション-（トリニクス・D・モリスン、エドワード・D・モリスン）
- 天外魔境 ZIRIA〜遥かなるジパング〜（弾正）
- BULLET WITCH（マクスウェル）
- ファイナルファンタジーXII（セルブラント神父）
- るろうに剣心 -明治剣客浪漫譚-（2006年 - 2012年、不二） - 3作品

2007年
- Another Century's Episode 3 THE FINAL（ガルド・ゴア・ボーマン）
- エースコンバット6 解放への戦火（ヴォイチェク中佐）
- 史上最強の弟子ケンイチ 激闘!ラグナレク八拳豪（逆鬼至緒）

2008年
- ARIA The ORIGINATION 〜蒼い惑星のエルシエロ〜（カフェ・フロリアン店長）
- 俺たちのサバゲー PORTABLE
- クレヨンしんちゃん 嵐を呼ぶ シネマランド カチンコガチンコ大活劇!
- スーパーロボット大戦Z（アレックス・ローズウォーター、不動GEN）
- テイルズ オブ リバース（ユージーン・ガラルド）
- トゥー・ヒューマン（ロキ）
- バイオショック（アンドリュー・ライアン）
- 遙かなる時空の中で4（皇〈ラージャ〉）
- Fate/unlimited codes（葛木宗一郎）
- フェイト/タイガーころしあむ アッパー（葛木宗一郎）
- ペルソナ4（2008年 - 2015年、堂島遼太郎） - 4作品
- マクロスエースフロンティア（ガルド・ゴア・ボーマン）

2009年
- SDガンダム GGENERATION（2009年 - 2025年、ゲラート・シュマイザー、ヨンム・カークス、セルゲイ・スミルノフ、マクマード・バリストン、マイキャラクターボイス男性〈OVER WORLD・GENESIS〉） - 7作品
- サモンナイトX 〜Tears Crown〜（ノービス・ウォン・セレスティア）
- 戦国無双3（2009年 - 2011年、北条氏康） - 4作品
- テイルズ オブ グレイセス（大統領〈ダヴィド・パラディ〉）
- テイルズ オブ ザ ワールド レディアント マイソロジー2（ユージーン・ガラルド）
- テイルズ オブ バーサス（ユージーン・ガラルド）
- バトルスピリッツ 輝石の覇者（ウチュウゼッタイ王）
- ポケパークWii 〜ピカチュウの大冒険〜
- マクロスアルティメットフロンティア（ガルド・ゴア・ボーマン）
- 龍が如く3（玉城鉄生）
- ONE PIECE アンリミテッドクルーズ エピソード2 -目覚める勇者-（黄猿 / ボルサリーノ）
- ONE PIECE ワンピーベリーマッチW（黄猿 / ボルサリーノ）

2010年
- Another Century's Episode:R（不動GEN）
- ガンダムアサルトサヴァイブ（セルゲイ・スミルノフ）
- キングダム ハーツ バース バイ スリープ（ガントゥ）
- クロヒョウ 龍が如く新章（竹中省三）
- ケイオスリングス（オーガ）
- 斬撃のREGINLEIV（グンダー王）
- ソ・ラ・ノ・ヲ・ト 乙女ノ五重奏（クラウス）
- 探偵オペラ ミルキィホームズ（怪盗L / 舘）
- テイルズ オブ グレイセス エフ（大統領〈ダヴィド・パラディ〉）
- テイルズ オブ ファンタジア なりきりダンジョンX（エドワード・D・モリスン）
- 電撃のピロト〜天空の絆〜（カイル）
- ドラゴンネスト（テラマイ）
- ドラゴンボール タッグバーサス（ミスター・サタン）
- ドラゴンボール レイジングブラスト2（ミスター・サタン）
- ニード・フォー・スピード ホット・パースート
- 鋼の錬金術師 FULLMETAL ALCHEMIST 約束の日へ（ヴァン・ホーエンハイム）
- ONE PIECE ギガントバトル!（黄猿 / ボルサリーノ）

2011年
- アンチャーテッド 砂漠に眠るアトランティス（チャーリー・カッター）
- 機動戦士ガンダム 新ギレンの野望（メラン）
- code 18（神原弦九郎）
- コール オブ デューティ モダン・ウォーフェア3（プライス）
- 戦国無双 Chronicle（北条氏康）
- 第2次スーパーロボット大戦Z 破界篇 / 再世篇（2011年 - 2012年、セルゲイ・スミルノフ） - 2作品
- テイルズ オブ ザ ワールド レディアント マイソロジー3（ユージーン・ガラルド）
- DEAD OR ALIVE Dimensions（ブラッド・ウォン）
- 鉄拳タッグトーナメント2（三島平八）
- TROY無双（オデュッセウス）
- ノーラと刻の工房 霧の森の魔女（オクトーヤ・レイストローム、アルト・ソーサ）
- ポケパーク2 〜Beyond the World〜
- マクロストライアングルフロンティア（ガルド・ゴア・ボーマン）
- 無双OROCHI 2（北条氏康）
- ラストストーリー（クォーク）
- 龍が如く OF THE END（ガンスミス）
- ONE PIECE アンリミテッドクルーズ スペシャル（黄猿 / ボルサリーノ）
- ONE PIECE ギガントバトル! 2 新世界（黄猿 / ボルサリーノ）

2012年
- アサシン クリード III（ウィリアム・マイルズ）
- アスラズ ラース（七星天オーガス）
- クロヒョウ2 龍が如く 阿修羅編（竹中省三）
- 英雄伝説 零の軌跡 Evolution（セルゲイ・ロウ）
- グラナド・エスパダ（バレル）
- シャイニング・ブレイド（剛龍鬼）
- 真・北斗無双（カイオウ）
- スーパーロボット大戦OGサーガ 魔装機神 THE LORD OF ELEMENTAL（ゲンナジー・I・コズイレフ）
- スーパーロボット大戦OGサーガ 魔装機神II REVELATION OF EVIL GOD（ゲンナジー・I・コズイレフ）
- ストリートファイター X 鉄拳（三島平八）
- 戦国無双 Chronicle 2nd（北条氏康）
- 探偵オペラ ミルキィホームズ 2（怪盗L）
- DEAD OR ALIVE 5（ブラッド・ウォン）
- NARUTO -ナルト- 疾風伝 ナルティメットストーム（2012年 - 2016年、桃地再不斬） - 4作品
- NINJA GAIDEN 3（イシガミ）
- バイオハザード リベレーションズ（クライヴ・R・オブライエン）
- PROJECT X ZONE（三島平八）
- ワンピース 海賊無双（2012年 - 2015年、黄猿 / ボルサリーノ） - 3作品
- ワンピース ROMANCE DAWN 冒険の夜明け（黄猿 / ボルサリーノ）

2013年
- ガイストクラッシャー（Ω / プロフェッサー・ドスメーア）
- 機装猟兵ガンハウンドEX（ミハイル・カレリン）
- KILLER IS DEAD（ブライアン・ローゼス）
- シャイニング・アーク（ガルゼー）
- ジョジョの奇妙な冒険 オールスターバトル（呪いのデーボ）
- スーパーロボット大戦OGサーガ 魔装機神III PRIDE OF JUSTICE（ゲンナジー・I・コズイレフ）
- スーパーロボット大戦UX（ゴゴール）
- デッド オア アライブ5 アルティメット（ブラッド・ウォン）
- ドラゴンズクラウン（ドワーフ）
- バイオハザード リベレーションズ アンベールド エディション（クライヴ・R・オブライエン）
- プレイステーション オールスター・バトルロイヤル（三島平八）
- マクロス30 銀河を繋ぐ歌声（ガルド・ゴア・ボーマン）
- メタルギア ライジング リベンジェンス（アームストロング）
- ONE PIECE アンリミテッドワールド レッド（黄猿 / ボルサリーノ）

2014年
- 英雄伝説 碧の軌跡 Evolution（セルゲイ・ロウ）
- ガールフレンド（仮）（悪オーナー）
- グランブルーファンタジー（2014年 - 2018年、アギエルバ〈初代〉）
- 魁!!男塾 〜日本よ、これが男である!〜（江田島平八、民名書房ナレーション）
- ジェイスターズ ビクトリーバーサス（江田島平八）
- シャイニング・レゾナンス（バロウズ団長）
- ジョジョの奇妙な冒険 スターダストシューターズ（ジョセフ・ジョースター）
- スーパーヒーロージェネレーション（ザクI・スナイパータイプ）
- スーパーロボット大戦OGサーガ 魔装機神F COFFIN OF THE END（ゲンナジー・I・コズイレフ）
- 戦国無双4（北条氏康）
- 第3次スーパーロボット大戦Z 時獄篇 / 天獄篇（2014年 - 2015年、メラン、ヨンム・カークス、ドクトリン） - 2作品
- BioShock Infinite（アンドリュー・ライアン） - DLC
- 龍が如く 維新!（吉田東洋）
- ONE PIECE 超グランドバトル! X（黄猿 / ボルサリーノ）
- ONE PIECE ワンピースキングス（黄猿 / ボルサリーノ）

2015年
- ジョジョの奇妙な冒険 アイズオブヘブン（老ジョセフ・ジョースター / 第4部 老ジョセフ・ジョースター）
- スーパーロボット大戦BX（ヨンム・カークス）
- セブンスドラゴンIII code:VFD（ヨリトモ）
- 戦の海賊（レフ）
- 鉄拳7（三島平八）
- DEAD OR ALIVE 5 LAST ROUND（ブラッド・ウォン）
- テラフォーマーズ 紅き惑星の激闘（シルヴェスター・アシモフ）
- Devil's Third（アイヴァン）
- ドラゴンボールZ 超究極武闘伝（ミスター・サタン）
- ドラゴンボール ゼノバース（ミスター・サタン）
- PROJECT X ZONE 2:BRAVE NEW WORLD（三島平八）
- ワールド エンド エクリプス（オルセロ）

2016年
- エンドライド-X fragments-（ヴォルキンゼ）
- 少女たちは荒野を目指す
- ドラゴンズドグマ オンライン（白竜〈2代目〉）
- ドラゴンボール ゼノバース2（ミスター・サタン）
- ドラゴンボールヒーローズ / スーパードラゴンボールヒーローズ（ミスター・サタン） - 2作品
- ドラゴンボールフュージョンズ（ミスター・サタン）
- マクロスΔスクランブル（ガルド・ゴア・ボーマン）
- ONE PIECE トレジャークルーズ（黄猿 / ボルサリーノ）

2017年
- 蒼き革命のヴァルキュリア（ダリル・ロメンダール）
- オルタンシア・サーガ -蒼の騎士団-（ゲオルグ）
- 拡張少女系トライナリー（播磨屋藤次郎）
- ガンダムバーサス（セルゲイ・スミルノフ、ゲラート・シュマイザー）
- 真・女神転生 DEEP STRANGE JOURNEY（ゴア隊長）
- スーパーロボット大戦V（メラン、ヨンム・カークス）
- 東京放課後サモナーズ（エイハブ、ヨルムンガンド）
- 太鼓の達人 セッションでドドンがドン！（三島平八）

2018年
- 銀魂乱舞（小銭形平次）
- ドラゴンズクラウン・プロ（ドワーフ）
- METAL GEAR SURVIVE（グッドラック）
- Shadowverse（リオード・ブラック）
- ドラガリアロスト（クレイマン）
- ゴッドイーター3（エイブラハム・ガドリン）

2019年
- CARAVAN STORIES（カーディロス）
- DEAD OR ALIVE 6（ブラッド・ウォン）
- スーパーロボット大戦T（メラン、ジェット・ブラック ）
- スーパードラゴンボールヒーローズ ワールドミッション（ミスター・サタン）
- スターオーシャン:アナムネシス（アドレー・ラーズバード）
- スーパーロボット大戦DD（2019年 - 2022年、セルゲイ・スミルノフ、ヨンム・カークス）
- テイルズ オブ ザ レイズ（ユージーン・ガラルド）
- ブレイドエクスロード（モーム・グラース）
- THE KING OF FIGHTERS ALLSTAR（三島平八）

2020年
- ジョジョのピタパタポップ（ジョセフ・ジョースター）
- ONE PUNCH MAN 一撃マジファイト（阿修羅カブト）

2021年
- 機動戦隊アイアンサーガ（ジェット・ブラック）
- 共闘ことばRPG コトダマン（グスタフ）
- スーパーロボット大戦30（メラン）
- 機動戦士ガンダム U.C. ENGAGE（ヨンム・カークス）

2022年
- 北斗の拳 LEGENDS ReVIVE（三島平八）
- ジョジョの奇妙な冒険 オールスターバトルR（老ジョセフ・ジョースター）
- 機動戦士ガンダム 鉄血のオルフェンズG（マクマード・バリストン）

2023年
- NARUTO X BORUTO ナルティメットストームコネクションズ（桃地再不斬）
- モンスターストライク（ヴァン・ホーエンハイム、ジョセフ・ジョースター）
- 龍が如く 維新！ 極（吉田東洋）

2024年
- 機動戦士ガンダム アーセナルベース（ヨンム・カークス）

### 吹き替え

#### 担当俳優
アーマンド・アサンテ
- 1492 コロンブス（サンチェス）※ソフト版
- ジャッジ・ドレッド（リコ）※ソフト版
- 素顔のままで（アル・ガルシア）※ソフト版
- トゥー・フォー・ザ・マネー（C・M・ノヴィアン）

アラン・リックマン
- ヴェルサイユの宮廷庭師（ルイ14世）
- ギャラクシー・クエスト（ドクター・ラザラス）
- シャンプー台のむこうに（フィル・アレン）

アルフレッド・モリーナ
- アメリカン・レポーター（サディク）
- プリンス・オブ・ペルシャ/時間の砂（シーク・アマール）
- 魔法使いの弟子（マキシム・ホルヴァート）

アンディ・ガルシア
- ゴーストバスターズ（ブラッドリー市長）
- ジェニファー8（ジョン・バーリン）
- 背徳の囁き（レイモンド・アヴィラ）

ケヴィン・スペイシー
- スーパーマン リターンズ（レックス・ルーサー）
- 月に囚われた男（ガーティの声）
- ハウス・オブ・カード 野望の階段（フランシス・アンダーウッド）
- 光の旅人 K-PAX（プロート）
- ブラザーサンタ（クライド・ノースカット）
- ベイビー・ドライバー（ドク）
- 隣人（エディ・オーティス）※ソフト版

サミュエル・L・ジャクソン
- アウト・オブ・サイト（ヒジュラ・ヘンリー）※日本テレビ版
- テンプテーション（ガース牧師）
- パトリオット・ゲーム（ロビー）※テレビ朝日版
- ブロンクス 破滅の銃声（シンプソン）

ティモシー・ダルトン
- アメリカン・アウトロー（アラン・ピンカートン）
- エクソシスト トゥルー・ストーリー（ビル・ボウデン）※ソフト版
- ナイトメア〜血塗られた秘密〜（マルコム卿）
- レジェンド・オブ・エジプト（シーザー）※ソフト版

デヴィッド・モース
- グリーンマイル（ブルータス・“ブルータル”・ハウエル）※ソフト版
- クレイジー・イン・アラバマ（ダヴ）
- ザ・ロック（トム・バクスター少佐）※テレビ朝日版

トム・ベレンジャー
- インセプション（ピーター・ブラウニング）※劇場公開版
- 硝子の塔（ジャック・ランズフォード）※テレビ朝日版
- 7月4日に生まれて（ヘイズ一等軍曹）※VHS版

ビル・パクストン
- コマンドー（沿岸警備艇レーダー迎撃士官）※テレビ朝日版・吹替の帝王版
- タイタニック（ブロック・ロベット）※ソフト版
- ニア・ダーク/月夜の出来事（セヴェレン）
- U-571（マイク・ダルグレン）※ソフト版

マーク・ロルストン
- SCORPION/スコーピオン シーズン2 #23（クック捜査官）
- BODY/ボディ（リース刑事）※テレビ朝日版
- メンタリスト シーズン1 #8（ブレイクリー刑事）
- ラッシュアワー（ラス捜査官）

リーアム・ニーソン
- アンノウン（マーティン・ハリス）
- オペレーション・クロマイト（ダグラス・マッカーサー）
- 怪物はささやく（怪物）
- 96時間シリーズ（ブライアン・ミルズ）
  - 96時間
  - 96時間/リベンジ
  - 96時間/レクイエム

- 荒野はつらいよ 〜アリゾナより愛をこめて〜（クリンチ・レザーウッド）
- スノーホワイト/氷の王国（ナレーター）
- テッド2（渋男）
- バトルシップ（シェーン海軍大将）
- フライト・ゲーム（ビル・マークス）
- 誘拐の掟（マット・スカダー）
- ラン・オールナイト（ジミー・コンロン）

ローレンス・フィッシュバーン
- DCエクステンデッド・ユニバース（ペリー・ホワイト）
  - マン・オブ・スティール
  - バットマン vs スーパーマン ジャスティスの誕生

- ボビーZ（タッド・クルーズ）
- ミスティック・リバー（ホワイティ・パワーズ）
- M:i:III（セオドア・ブラッセル局長）※劇場公開版
- ライド・アロング〜相棒見習い〜（オマー）
- 理由（タニー・ブラウン保安官）※テレビ東京版

#### 映画
- 愛が微笑む時（マイロ・ペック〈トム・サイズモア〉）
- 逢いたくて（ピエール〈パトリス・シェロー〉）
- アウト・オブ・サイト（ダニエル・バートン〈ウェンデル・B・ハリス・Jr.〉）※日本テレビ版
- アウト・フォー・ジャスティス（フランキー）※テレビ朝日版
- 悪霊喰（ドリスコル枢機卿〈ピーター・ウェラー〉）
- アトミック・ブレイク（ニック）
- アドレナリン（ドク・マイルズ〈ドワイト・ヨーカム〉）
- アドレナリン:ハイ・ボルテージ（ドク・マイルズ〈ドワイト・ヨーカム〉）
- アポロ11 史上最大のミッション（バズ・オルドリン〈ザンダー・バークレー〉）※フジテレビ版
- アポロ13（ケン・マッティングリー〈ゲイリー・シニーズ〉）※日本テレビ版
- アメリカン・ウーマン（パット〈ユアン・スチュワート〉）
- アラクノフォビア（ジェームズ・アサートン博士〈ジュリアン・サンズ〉）※ソフト版
- アルマゲドン2008（アダム）
- アンフォゲタブル（ドン・ブレスラー〈ピーター・コヨーテ〉）
- イヴの総て（アディソン〈ジョージ・サンダース〉）※テレビ東京版
- イノセントライズ（アラン〈エイドリアン・ダンバー〉）
- イヤー・オブ・ザ・ドラゴン
- 刺青 BLUE TIGER（ヘンリー・ソームズ）
- 陰謀のセオリー（ラウリー捜査官）※ソフト版
- ウェインズ・ワールド（ラッセル・フィンリー〈カート・フラー〉、ディスコのドアマン〈ミートローフ〉）
- ウルヴァリン:X-MEN ZERO（ビクター・クリード / セイバートゥース〈リーヴ・シュレイバー〉[205]）
- エアポート フライト323（アル・カミングス〈マンディ・パティンキン〉）
- 80デイズ（浮浪者〈ロブ・シュナイダー〉）
- エイミー（エリオット・メドフォード）
- エイリアン2（アポーン軍曹〈アル・マシューズ〉）※テレビ朝日版（特別編）
- エクソシスト（パズズ）※日本テレビ版
- エスケープ・フロム・L.A.（クエボ・ジョーンズ〈ジョージ・コラフェイス〉）※ソフト版
- エディ&マーティンの逃走人生（ディラード軍曹〈ニック・カサヴェテス〉）
- エリア51（テイラー〈スティーヴン・トボロウスキー〉）
- エリザベス（スペイン大使・アルヴァロ〈ジェームズ・フレイン〉）
- 踊るマハラジャ★NYへ行く（ドウェイン〈マイケル・マッキーン〉）
- 女ざかり/ホリーとサンディ（チップ〈テッド・ダンソン〉）
- 鏡の国のアリス（ハンプティ・ダンプティ）※NHK-BS2版
- 輝ける女たち（ニッキー・グアジーニ〈ジェラール・ランヴァン〉）
- 崖っぷちの男（ジャック・ドハーティ〈エドワード・バーンズ〉）
- ガジュラ（ウェイン大佐）
- 消えた天使（エロル・バベッジ〈リチャード・ギア〉）
- 奇跡を呼ぶ男（ジョナス・ナイチンゲール〈スティーヴ・マーティン〉）
- 君が、嘘をついた。（マークス〈サミー・フレー〉）
- 君への誓い（ビル・ソーントン〈サム・ニール〉）
- キャスト・アウェイ（スタン〈ニック・サーシー〉）
- ギャングシティ（フランク・ダヴィンチ〈ジェームズ・ベルーシ〉）
- グーニーズ（ジェイク・フラッテリー〈ロバート・デヴィ〉[206]）※ソフト版
- 暗い日曜日（ハンス・ヴィーク）
- グラマー・エンジェル危機一発（ジェイド）
- グリーン・カード（フィル〈グレッグ・イーデルマン〉）
- クリムゾン・タイド（ボビー大尉〈ジェームズ・ガンドルフィーニ〉）※テレビ朝日版
- グリンチ（ルー・ルー・フー〈ビル・アーウィン〉）※NHK版
- グレムリン2 新・種・誕・生（フォスター〈ロバート・ピカード〉）※テレビ朝日版
- クロウ/飛翔伝説（グランジ〈トニー・トッド〉）※テレビ東京版
- クロコダイル・ダンディー（ドンク）※機内上映版
- 刑事ジョン・ブック 目撃者（T・ボーン）※テレビ朝日版
- ゴーストバスターズ2（ミルトン・アングランド〈ケヴィン・ダン〉）※テレビ朝日版、（ウィンストン・ゼドモア〈アーニー・ハドソン〉）※機内上映版
- ゴーン・ガール（タナー・ボルト〈タイラー・ペリー〉）
- 恋のクリスマス大作戦（ホーレス・ヴァンギルダー〈デヴィッド・セルビー〉）
- 恋のミニスカウエポン（フィップス〈マイケル・クラーク・ダンカン〉）
- ゴッド・ディーバ（ホルス）
- ゴッドファーザー・サガ（ジョニー・フォンテーン〈アル・マルティーノ〉、ジェンコ）
- ゴッドファーザー PART III（ドミニク・アッバンダンド〈ドン・ノヴェロ〉）※ソフト版
- コップランド（ジャック・ラッカー〈ロバート・パトリック〉）※ソフト版
- コマンドー（警備員〈グレッグ・ウェイン・イーラム〉）※テレビ朝日版・吹替の帝王版
- サイバーネット（ユージーン〈フィッシャー・スティーヴンス〉）
- ザ・コア（ロバード・アイヴァーソン船長〈ブルース・グリーンウッド〉）※テレビ朝日版
- ザ・サイレンサー MAGNUM357（ヴィニー・リッツォ刑事〈スティーヴン・バウアー〉）
- ザ・ダイバー/炎の脱出
- 殺人療法2（バート・ミラー〈アダム・ボールドウィン〉）
- ザ・ビーチ（キーティ〈パターソン・ジョセフ〉）※ソフト版
- サブウェイ123 激突（ウォルター・ガーバー〈デンゼル・ワシントン〉）
- ザ・ブリード/NIGHT WORLD（アダム・キング〈グレッグ・エヴィガン〉）
- サマー・オブ・サム（ジョーイ〈マイケル・リスポリ〉）
- サンタクロース ※テレビ朝日版
- シークレット・レンズ（ラフィーク〈ヘンリー・シルヴァ〉）
- JFK（ルー・アイヴォン〈ジェイ・O・サンダース〉）※テレビ朝日版
- 7月4日に生まれて（退役軍人〈トム・サイズモア〉、職員〈ジョン・C・マッギンリー〉）※VHS版
- シティ・オブ・エンジェル（カシエル〈アンドレ・ブラウアー〉）
- シティヒート（キース・ストッダード）※フジテレビ版
- ジャーヘッド（フィッチ教官）
- シャーロック・ホームズ（モリアーティ教授）※テレビ朝日版
- シャイニング
- ジャック・メスリーヌ フランスで社会の敵No.1と呼ばれた男 Part2 ルージュ編（ブルサール警部〈オリヴィエ・グルメ〉）
- 10億分の1の男（フェデリコ〈ユウセビオ・ポンセラ〉）
- 自由な女神たち（ボレック・プショーニャック〈ガブリエル・バーン〉）
- 10人の泥棒たち（チェン〈サイモン・ヤム〉）
- ジュラシック・ワールド（ヴィック・ホスキンス〈ヴィンセント・ドノフリオ〉）※劇場公開版
- 白と黒の恋人たち（シャス〈ミシェル・シュボール〉）
- 新・荒野の七人 馬上の決闘（クリス・アダムス〈ジョージ・ケネディ〉）※テレビ東京版
- シン・レッド・ライン（ボッシュ大尉〈ジョージ・クルーニー〉、クインタード准将〈ジョン・トラボルタ〉）
- スカーフェイス（アレハンドロ・ソーサ）※ソフト版
- スターゲイト（コワルスキー中尉〈ジョン・ディール〉）※ソフト版
- スターダスト・メモリー（トニー）
- スタスキー&ハッチ（リース・フェルドマン〈ヴィンス・ヴォーン〉）
- スティール（ジェイク・マグルーダー警部補〈ブルース・ペイン〉）
- ステルス（レイ）
- スパイ・ゲーム（トロイ・フォルジャー〈ラリー・ブリッグマン〉）※ソフト版
- スピード2（ジュリアーニ〈テムエラ・モリソン〉）※ソフト版
- SPIRIT（チン師匠）
- SET IT OFF（ストロード刑事〈ジョン・C・マッギンリー〉）
- 008 皇帝ミッション（皇帝の側近〈リー・リクチー〉）
- ソウ4（ピーター・ストラム〈スコット・パターソン〉）
- ソウ5（ピーター・ストラム〈スコット・パターソン〉）
- 卒業の朝（ウッドブリッジ校長〈エドワード・ハーマン〉）
- 卒業白書（ジャッキー）
- ソルジャー（トッド〈カート・ラッセル〉）※フジテレビ版
- ゾンビ・ソルジャー（DC〈レイ・スティーヴンソン〉）
- 第十七捕虜収容所（デューク〈ネヴィル・ブランド〉）※フジテレビ新版
- ダイ・ハード（エディ）※機内上映版
- ダイ・ハード3（ジョー・ランバート刑事〈グラハム・グリーン〉）※ソフト版
- タイムライン（ジョン・ゴードン〈ニール・マクドノー〉）
- タイムリミット（マット・リー・ウィトロック〈デンゼル・ワシントン〉）※機内上映版
- 太陽の雫（将軍〈リュディガー・フォーグラー〉、ゾンマー）
- ダ・ヴィンチ・コード（ベズ・ファーシュ〈ジャン・レノ〉）※フジテレビ版
- TAXiシリーズ（ダニエル〈サミー・ナセリ〉）※ソフト版
  - TAXi
  - TAXi②
  - TAXi③
  - TAXi④
- 007シリーズ
  - 007/ムーンレイカー（ヒューゴ・ドラックス〈マイケル・ロンズデール〉）※ソフト版
  - 007/ユア・アイズ・オンリー（ゴンザレス〈ステファン・カリファ〉）※TBS版
  - 007/消されたライセンス（ジョー・ブッチャー博士〈ウェイン・ニュートン〉）※テレビ朝日版、（ホーキンス）※ANA機内上映版
- ダンス・ウィズ・ウルブズ ※テレビ朝日版
- 父の祈りを（ジェリー・コンロン〈ダニエル・デイ＝ルイス〉）
- 沈黙の聖戦（ジャンタパン将軍〈トム・ウー〉）※テレビ東京版
- 沈黙の断崖（アル・ケロッグ〈スティーヴン・ラング〉）※テレビ朝日版
- 沈黙の要塞（マック・グルーバー〈ジョン・C・マッギンリー〉）※ソフト版
- ツイ・ハークの霊戦英雄伝（道士〈チー・チュンホワ〉）
- ディープ・ブルー（ジム・ウィットロック〈ステラン・スカルスガルド〉）※ソフト版
- デスペラード（ブチョ〈ジョアキム・デ・アルメイダ〉）※BD版
- デス・リベンジ（ノーリック〈ロン・パールマン〉）
- デス・ルーム（レオ・ハーシェル〈ジョン・サクソン〉）
- デッド・カーム/戦慄の航海
- デッドロック（ジェームズ・ガブリエル〈エリック・ロバーツ〉）
- デトネーター（ジョゼフ・ボスタネスク〈ティム・ダットン〉）※テレビ東京版
- 天国の日々
- 天才チンパンジー・ジャック/スケートボードに挑戦（オリバー〈リチャード・カーン〉）
- 天地創造（ニムロデ〈スティーヴン・ボイド〉）※テレビ朝日版
- トータル・フィアーズ（アレクサンドル・ネメロフ大統領〈キアラン・ハインズ〉）※ソフト版
- DOOM（サージ〈ドウェイン・ジョンソン〉）
- トゥームレイダー2（ジョナサン・ライス〈キアラン・ハインズ〉）※ソフト版
- ドクター・ドリトル（ドクター・ジーン・レイス〈リチャード・シフ〉）※ソフト版
- 特攻!BAD BOYS（ユン・ユンシン、ゲーブル）
- トッツィー（ロン・カーライル〈ダブニー・コールマン〉）※ソフト版
- ドム・ヘミングウェイ（フォンテーヌ〈デミアン・ビチル〉）
- トレジャー・バディーズ/小さな5匹の大冒険（ウェリントン〈エドワード・ハーマン〉）
- ナイト・ウォッチ（ザヴロン〈ヴィクトル・ヴェルズビツキー〉）
  - デイ・ウォッチ（ザヴロン〈ヴィクトル・ヴェルズビツキー〉）
- ナイト・オブ・ザ・リビングデッド（ハリー・クーパー〈カール・ハードマン〉）
- ニクソン（アレクサンダー・ヘイグ〈パワーズ・ブース〉）
- ニューヨーク 最後の日々（エリオット・シャランスキー〈リチャード・シフ〉）
- NO WAY BACK 逃走遊戯（ザック・グラント〈ラッセル・クロウ〉）
- パーシー・ジャクソンとオリンポスの神々/魔の海（クロノス〈ロバート・ネッパー〉）
- バード・オン・ワイヤー（刑事）※ソフト版
- パーフェクト・マン ウソからはじまる運命の恋（ベン・クーパー〈クリス・ノース〉）
- ハイ・クライムズ（ルーカス・ウォルドロン少佐〈マイケル・ガストン〉）※テレビ朝日版
- ハイ・フィデリティ（イアン・レイモンド〈ティム・ロビンス〉）
- バッド・ガールズ ※テレビ朝日版
- バトルガンM‐16（フランク・ボブズ）
- バトル・ライダー（ジョン・リノ）
- 花咲ける騎士道（ルイ15世）
- パパとマチルダ（ジョン・ニューランド〈ガブリエル・バーン〉）
- パラダイム（マリンズ）
- ハリウッド的殺人事件（レオン〈キース・デイヴィッド〉）
- 張り込み（ジャック〈フォレスト・ウィテカー〉）※フジテレビ版
- パリの恋人（エミール・フロストル教授〈ミシェル・オークレール〉）※ソフト版
- ハロウィン・インベーダー/火星人襲来!?（クレンベッカー〈グレッグ・バーガー〉）
- バロン（アルブレヒト / ビル）※ソフト版
- ピースメーカー（アレクサンドル・コドロフ将軍〈アレクサンドル・バルーエフ〉）※TBS版
- ビーチ・エンジェルズ!（ビリー・コール〈バート・レイノルズ〉）
- ビバリーヒルズ・コップ ※テレビ朝日版
- ビンゴ!（スティーヴ）
- ファンタスティック・フォー:銀河の危機（ヘイガー将軍〈アンドレ・ブラウアー〉）
- フィールド・オブ・ドリームス（シューレス・ジョー・ジャクソン〈レイ・リオッタ〉）※DVD版
- フェイス/オフ（ウォルトン〈ジョン・キャロル・リンチ〉）※ソフト版
- フォートレス2（ジョン・ブレニック〈クリストファー・ランバート〉）
- 不思議の国のアリス(1985)（ユニコーン）
- ブラック・ダイヤモンド（オーディオン〈マイケル・ジェイス〉）※テレビ朝日版
- ブラッド・パラダイス（ザモラ）
- ブレイズ（ウィリー・レイナック〈ジェームズ・ハーパー〉）
- プレシディオの男たち（マーク〈パトリック・キルパトリック〉）※フジテレビ版
- フレッチ登場!/5つの顔を持つ男（KKKの幹部〈ジェフリー・ルイス〉）※VHS版
- ブレンダン・フレイザー 復讐街（ロッソ〈スコット・グレン〉）
- ブローン・アウェイ/復讐の序曲（ジミー・ダヴ〈ジェフ・ブリッジス〉）※ソフト版
- ベートーベン（ブラッド〈デイヴィッド・ドゥカヴニー〉）※ソフト版
- ペイバック（ヴァル・レスニック〈グレッグ・ヘンリー〉）※ソフト版
- ベスト・キッド3/最後の挑戦（テリー・シルバー〈トーマス・イアン・グリフィス〉）※フジテレビ版
- ペット・セメタリー（牧師〈スティーヴン・キング〉）※ソフト版
- ヘルライド（ビストレロ〈ラリー・ビッショプ〉）
- ホーカス ポーカス（デイヴ・デニソン〈チャールズ・ロケット〉）
- ホーム・アローン2（ベネット巡査〈ロッド・セル〉）※テレビ朝日版
- ボクサー（ダニー・フリン〈ダニエル・デイ＝ルイス〉）
- 星の王子 ニューヨークへ行く（ダリル・ジェンクス〈エリク・ラ・サル〉）※ソフト版
- ポセイドン・アドベンチャー（フランク・スコット〈ジーン・ハックマン〉）※BS-TBS版
- ホット・ショット2（デクスター〈ローワン・アトキンソン〉）※ソフト版
- ホットゾーン（デヴィッド・ヘンニング〈トリート・ウィリアムズ〉）
- ボディ・アーマー（リー・マクスウェル〈チャズ・パルミンテリ〉）
- ホビット 決戦のゆくえ（ダイン〈ビリー・コノリー〉[207]）
- ポリスアカデミーシリーズ（タックルベリー〈デヴィッド・グラフ〉）
  - ポリスアカデミー3 全員再訓練!
  - ポリスアカデミー4 市民パトロール
  - ポリスアカデミー5 マイアミ特別勤務 ※TBS版、（ハウス〈タブ・サッカー〉）※ソフト版
  - ポリスアカデミー6 バトルロイヤル ※TBS版
  - ポリスアカデミー7 モスクワ大作戦! ※テレビ東京版
- ホリデイ（予告編のナレーター、ダスティン・ホフマン）
- マーシャル博士の恐竜ランド（エニック）
- マイアミ・バイス（モントーヤ〈ルイス・トサール〉）※ソフト版
- マトリックス リローデッド（ロック司令官〈ハリー・J・レニックス〉）※劇場公開版
- マトリックス レボリューションズ（ロック司令官〈ハリー・J・レニックス〉）※劇場公開版
- 真夏の夜の夢（トム・スナウト〈ビル・アーウィン〉）
- マネキン（アマンド）
- ミッドナイト・ラン（カーマイン、モンロー・ブーシェ）※VHS版
- ミリオンダラー・ホテル（スタンリー・ゴールドキス〈ハリス・ユーリン〉）
- 無名家族/復讐の狼たち（ウェイ〈ディック・ウェイ〉）
- メガロドン（ピーター〈ロビン・サックス〉）
- モブスターズ/青春の群像（フランク・コステロ〈コスタス・マンディロア〉）
- モンタナの風に抱かれて（ロバート・マクリーン〈サム・ニール〉）
- U.S.シールズ（コスグローヴ）
- 善き人のためのソナタ（ゲルト・ヴィースラー大尉〈ウルリッヒ・ミューエ〉）
- 48時間（ビリー・ベア〈ソニー・ランダム〉）※日本テレビ新録版
- ライブ・フレッシュ（ダビド〈ハビエル・バルデム〉）
- ラスト・ブラッド（マイケル〈リアム・カニンガム〉）
- ラスト・ボーイスカウト（カルヴィン・ベイナード上院議員〈チェルシー・ロス〉）※テレビ朝日版
- ラッキー・ナンバー（ディック・シモンズ〈エド・オニール〉）
- ランダム・ハーツ（ディック・モントーヤ〈ポール・ギルフォイル〉）※日本テレビ版
- ランナウェイ/逃亡者（ジム・グラント / ニック・スローン〈ロバート・レッドフォード〉）
- リーグ・オブ・レジェンド/時空を超えた戦い（ファントム）
- リーサル・ウェポン（ボイエット刑事）※TBS版
- リトル・パンダの冒険（マイケル・タイラー〈スティーヴン・ラング〉）
- リバウンド（ラリー・バージェス〈パトリック・ウォーバートン〉）
- リンカーン大統領暗殺の真相（エイブラハム・リンカーン〈ビリー・キャンベル〉）
- レッサー・エヴィル（フランク〈トニー・ゴールドウィン〉）
- REM レム（ジェフリー・コスタス〈ザック・グルニエ〉）
- レモニー・スニケットの世にも不幸せな物語（モンティおじさん〈ビリー・コノリー〉）
- ローラーボール（アレクシス・ペトロヴィッチ〈ジャン・レノ〉）※ソフト版
- ロストホーム（マイク〈ジェフ・ダニエルズ〉）
- ロボコップ（マンソン）※VHS版
- ワンス・アンド・フォーエバー（リンドン・ジョンソン大統領）※ソフト版

#### ドラマ
- アガサ・クリスティー ミス・マープル ゼロ時間へ（マラード警視〈アラン・デイヴィス〉）
- ER緊急救命室（ジョン・タグリエリ〈リック・ロソヴィッチ〉）
- インディ・ジョーンズ/若き日の大冒険
- WITHOUT A TRACE/FBI 失踪者を追え!（コナー・ベインズ）
- 宇宙船レッド・ドワーフ号（ドッグ〈マシュー・デヴィト〉）
- 宇宙へ 〜冷戦と二人の天才〜（セルゲイ・コロリョフ〈スティーブ・ニコルソン〉）
- X-ファイル
  - シーズン3 #21（ウォルトス刑事〈トム・メイソン〉）
  - シーズン3 #22（ポール・ファラデー博士〈ティモシー・ウェッバー〉）
  - シーズン8 #12（ビアンコ警部補〈ヴィト・ルギニス〉）
- NCIS: ニューオーリンズ シーズン3 #14（ヴィクター）
- NCIS 〜ネイビー犯罪捜査班（フィリップ・ダヴェンポート〈ジュード・チコレッラ〉）
- エレメンタリー ホームズ&ワトソン in NY
  - シーズン3 #24（バッド・アボット〈アボットとコステロ〉）/（ジョナサン・ブルーム〈パトリック・ペイジ〉）
  - シーズン4 #1 （ジョナサン・ブルーム）
- 女弁護士ロージー・オニール（ピーター・ドノバン〈ロバート・ワグナー〉）
- キャッスル 〜ミステリー作家は事件がお好き シーズン3 #3, #22（マイク・ロイス〈ジェイソン・ベギー〉）
- ギルモア・ガールズ（ミッチャム・ハンツバーガー〈グレッグ・ヘンリー〉）
- グッド・ファイト シーズン1 #10、2 #12（カソヴィッツ判事〈ウィリアム・M・フィンケルスタイン〉）
- 刑事ナッシュ・ブリッジス（デヴィッド・カッツ）
- コールドケース4 #22（キリル）
- こちらブルームーン探偵社 シーズン5 #3（マキシミリアン・ペトロフスキー）
- ザ・ホワイトハウス（ジョシュ・ライマン〈ブラッドリー・ウィットフォード〉）
- 三国志演義（関羽雲長）※NHK-BS2版
- CSIシリーズ（ホレイショ・ケイン〈デヴィッド・カルーソ〉）
  - CSI:2 科学捜査班 #22
  - CSI:マイアミ
  - CSI:ニューヨーク2 #7
- シャーロック・ホームズの冒険 六つのナポレオン（ベッポの従兄弟）
- 新アウターリミッツ（ピート・クラリッジ〈マイケル・ドーン〉、アダム）
- 新チャーリーズ・エンジェル（ヴィクター・サンプソン〈ジョン・テリー〉）
- スーパーナチュラル（エリオットネス）
- SCORPION/スコーピオン
  - シーズン1 #7（ワーデン〈キース・デイヴィッド〉）、#16（スティーヴン・ケイン船長〈パトリック・ファビアン〉）
  - シーズン3 #18（デヴィッド〈ブライアン・マクナマラ〉）
- スタートレック:ヴォイジャー（チャコティ〈ロバート・ベルトラン〉）
- 孫子兵法（田穣苴）
- ダークエンジェル（ドナルド・ライデッカー大佐〈ジョン・サヴェージ〉）※ソフト版
- ターザンの大冒険（ジンパラ）※NHK-BS2版
- 特捜刑事マイアミ・バイス シーズン5 #17（ボルボン将軍〈イアン・マクシェーン〉）
- 特攻野郎Aチーム
  - シーズン1 #12（マーティ）
  - シーズン3 #5（レイ・エヴァンス）、#8（偽コング）
  - シーズン5 #4（マイク・"ハマー"・ホーン）
- トップモデル諜報員 カバー・アップ（ジャック・ストライカー〈アンソニー・ハミルトン〉）
- THE 100/ハンドレッド（セロニアス・ジャハ議長〈イザイア・ワシントン〉）
- ヒルストリート・ブルース
  - シーズン5 #7（ジョン・ペスカトール〈レニ・サントーニ〉）
  - シーズン6 #5（ヤーボロー、ロドリゲス）
  - シーズン7 #19（ボブ・アサヒナ〈ジェームズ・サイトウ〉、レイモンド）
- ふたりは最高!ダーマ&グレッグ シーズン2 #5（アンドリュー・ダイス・クレイ）
- ブラインドスポット タトゥーの女（ペリントン〈ディラン・ベイカー〉）
- フルハウス シーズン2 #6（ザ・ビーチ・ボーイズのカール）
- 冒険野郎マクガイバー シーズン2 #10（フィル）
- ホテル・バビロン（バラノフスキー）
- ホワイトカラー（クリストファー・ナバロ）
- 魔術師 MERLIN（アグレイン〈コリン・サーモン〉）
- マペット放送局（ガース・ブルックス）
- 名探偵モンク2 #9（ケニー）
- ヤングライダーズ シーズン1 #17（カーター少佐）
- ラスト・エージェント（ムニョス）

#### アニメ
- アイス・エイジシリーズ
  - アイス・エイジ2（ハゲタカ）
  - アイス・エイジ クリスマス（ディエゴ）
  - アイス・エイジ4/パイレーツ大冒険（ディエゴ）
  - アイス・エイジ5/止めろ! 惑星大衝突（ディエゴ）
- ティーンエイジ・ミュータント・ニンジャ・タートルズシリーズ
  - アイドル忍者タートルズ（ラットキング）
  - ミュータント タートルズ（ドレイコ）※2003年版
- 犬ヶ島（ナレーション[208]）
- ガフールの伝説（メタルビーク）
- くもりときどきミートボール（市長）
- ザ・シンプソンズ MOVIE（ラス・カーギル局長）※オリジナル版
- サンダーバード ARE GO（ザ・フッド）
- シュガー・ラッシュ（ホログラム将軍）
- シュレックシリーズ（チャーミング王子）
  - シュレック2
  - シュレック3
- SING/シング（ビッグ・ダディ）
- ターザン（ステイケイト中佐）
- タンタンの冒険（インカ皇帝）
- チキン・リトル（ウールズワース先生）
- チップとデールの大作戦（ニモ、タフ）※新吹き替え版
- 超ロボット生命体 トランスフォーマー プライム（サイラス）
- トレジャー・プラネット（アロー）※追加収録部分
- ナットのスペースアドベンチャー3D（イゴール）
- バットマン（H.A.R.D.A.C）
- ビアンカの大冒険 ゴールデン・イーグルを救え!（レッド）
- ピンクパンサー（サグ）
- リロ・アンド・スティッチ（ガントゥ）
  - リロ・アンド・スティッチ ザ・シリーズ

### 特撮
1986年
- 超新星フラッシュマン（大帝ラー・デウスの声）
- 劇場版 超新星フラッシュマン（大帝ラー・デウスの声）

1987年
- 劇場版 超新星フラッシュマン 大逆転! タイタンボーイ（大帝ラー・デウスの声）

1999年
- 救急戦隊ゴーゴーファイブ（ジェルーダの声）

2011年
- ウルトラマンゼロ外伝 キラー ザ ビートスター（天球ガーディアン ビートスターの声）

2014年
- 烈車戦隊トッキュウジャー（テーブルシャドーの声）

2016年
- 動物戦隊ジュウオウジャー（ラリーの声）

### ボイスオーバー
- 日本テレビ 矢追純一UFOスペシャル第6弾 1993年10月10日
- 日立 世界・ふしぎ発見!
- 奇跡のレッスン

### ナレーション
- 笑点 大博覧会 DVD-BOX
- 水彩物語（テレビ朝日）
- 世界衝撃映像100連発 カメラが見た劇的瞬間
- FBI超能力捜査官（ジョゼフ・マクモニーグル、日本テレビ）
- 名車の紋章
- 昼のセント酒（2016年4月 - 6月、テレビ東京）
- 関根勤 KADENの深い夜（2016年4月 - 、BS11）
- 99.9-刑事専門弁護士-（冒頭ナレーション、TBS）

### CM

#### CMナレーション
- AFLAC
- ANA「旅割」『デスラーの悲しみ』篇（デスラー総統）
- 日清食品「カップヌードル」『FREEDOM PROJECT』シリーズ
- カリモク家具
- ライオン「デンターアミノ」
- ローソン「からあげクンブラック」篇
- トヨタ自動車「ヴィッツ」

#### CMナレーション（アニメ）
- 青の6号
- カウボーイビバップ

#### CMナレーション（ゲーム）
- アーマード・コア ラストレイヴン（PS2）
- かまいたちの夜3（PS2）
- クレヨンしんちゃんDS 嵐を呼ぶ ぬってクレヨ〜ン大作戦!（DS）
- Halo 3（Xbox 360）
- バッケンローダー（SS）
- トマトアドベンチャー（GBA）

#### CMナレーション（映画）
- アヴァロン
- アンブレイカブル
- ヴァイラス
- VAMPIRE HUNTER D
- エントラップメント
- オーメン
- 弟切草
- ガーフィールド
- 回路
- ケバヴ
- サイレントヒル
- ザスーラ
- サンシャイン 2057
- 始皇帝暗殺
- スネークフライト
- ダイナソー
- パラサイト・イヴ
- ブレア・ウィッチ・プロジェクト2
- 劇場版ポケットモンスター
- 仄暗い水の底から
- 輪廻
- ゲゲゲの鬼太郎 千年呪い歌

#### CM出演
- 読売新聞「ポケモンといっしょにおぼえよう!ことわざ大百科」（大木戸家の父親役）

### CD

#### ドラマCD
- アークザラッドIII マーシアの決意（スバルバリ）
- Vassalord.（クレイグ・バーンシュタイン）
- GACKT PERFECT STORY BOOK「RE:BORN」
- 逆転裁判6 LIMITED EDITION 書き下ろしオリジナルドラマCD（ゼン・カァク）
- 銀河ロイドコスモX IN ヒーロークロスライン ドラマCD（高階巡査長）
- GetBackers-奪還屋- 神の記述編（ルシファー）
- 屍姫ドラマCD 屍姫17巻初回限定特装版（狭間[210]）
- シャーロック・ホームズシリーズ：恐怖の谷（マギンティ）
- ストリートファイターZERO 外伝 〜春麗旅立ちの章〜（刑事、男2、売人4）
- ドラマCD ゼノサーガOUTER FILE（マシューズ）
- ハイガクラ（白毫）
- バウンティソード外伝・鋼鉄の龍（ソード）
- 遙かなる時空の中で4 〜瑞穂の国〜（皇）
- 魔術士オーフェン 無謀編 オリジナル・ドラマ（ダイアン・ブンクト）
- ヨルムンガンド（レーム）
- ドラマCD オジサマ専科 Vol.6 Escape to the Future〜明日への脱出〜（村西賢一）
- テイルズ オブ ファンタジア（藤林乱蔵）
- RE:BORN（Domino Halemeie）
- 本好きの下剋上 ドラマCD1, 2（ボニファティウス）
- るろうに剣心 -明治剣客浪漫譚- CDブック（鵜堂刃衛）

#### 音楽CD
- ひゃくごじゅういち（アニメポケットモンスターEDテーマ）
- ピカピカまっさいチュウ（（劇場版ポケットモンスター『ピカチュウのなつやすみ』EDテーマ）
- カラフルふゆやすみ（OVA『ピカチュウのふゆやすみ』EDテーマ）
- 古代ローマ帝国風呂衰亡史（『クレヨンしんちゃん 嵐を呼ぶ 栄光のヤキニクロード』挿入歌）
- 86（頭文字D Second Stage 挿入歌）
- MMM〜MAMBO MASKES MIRACLE〜（バトルアスリーテス大運動会 TV - アスリート・サウンドトラックス〈ステップ〉）
- 誘惑のコスタ・デル・ソル（ポリリン劇場 MAZE☆爆熱時空）

### ラジオ
- G-SAVIOUR（リバ博士）
- 特選おとぐるめ（まんたんMUSIC）
- 青山二丁目劇場「そう、人は外見ではない」（結城ジョウゴ）

### テレビドラマ
- ATARU（2012年、TBS） - 本部長、劇中ドラマ『シンクロナイズドスイミング刑事』の署長役の吹き替え
- 金田一少年の事件簿N（neo）（2014年、日本テレビ） - 高遠遙一の父
- 99.9-刑事専門弁護士-（2016年6月19日、10話、TBS） - 裁判官

### パチンコ・パチスロ
- ソースネクスト 特打・特打式シリーズ（ダン・ディーノ）
- パチンコCR宇宙戦艦ヤマト（デスラー）
- ぱちんこキン肉マン〜夢の超人タッグ編〜（ロビンマスク）

### その他コンテンツ
- ドーリィ☆バラエティ HYPER ViSUADOLL MOVIE（ゲスト）
- ポケモンパソコン オーキド博士の研究室（オーキド博士）
- WALKING EYES アルクメデスグリーン盤「THE GREEN TILE」（ブルート）
- ノベルアプリ『RENT HEAD』（大門V三郎[211]）
- NHKスペシャル「盗まれた最高機密 〜原爆・スパイ戦の真実〜」（スタンフォード大学教授 デヴィッド・ホロウェイ、ソビエト諜報機関エージェント セルゲイ・クルナコフ、ロシア科学アカデミー教授 ウラジミール・ヴィズキン）
- デジタルコミック『BeeTV グラップラー刃牙』（マウント斗羽）
- 幼女戦記 小説第3巻特典サウンドドラマ（2014年、ゼートゥーア[212]）